# Calophyllum obscurum
Espèce
Statut de conservation UICN

 VU B1+2c : Vulnérable
Calophyllum obscurum est une espèce de plantes à fleurs de la famille des Clusiaceae, selon la classification classique, des Calophyllaceae, selon la classification phylogénétique.

## Publication originale
- Australian Journal of Botany 22: 380. 1974.